# Аничково (Черниковка)
Аничково — упразднённая в 1932 году деревня Богородской волости Уфимского уезда России. Вошла в состав рабочего посёлка Черниковка (ныне территория города Уфы).

## Топоним
Упоминается как Оничкова на карте Уфимского уезда Уфимской губернии 1914 года, как Аничкова на карте Стрельбицкого, переизданных и дополненных в 1919—1921 годах .

## География

### Географическое положение
По данным на 1926 год расположена была в 2 верстах от центра волости — деревни Степановка (Вишнёвый Холм).

## История
Основана в начале 17 века как деревня Аничковых.
В 19 веке не фиксируется, в 1902 учтён 1 двор (бывшие государственные крестьяне).

После октября 1922 года относилась к Степановской волости Уфимского кантона.
Вошла в 1932 году в состав рабочего посёлка Черниковка.

## Население
В 1647 году в 9 дворах учтено 20 душ мужского пола, в 1906 — 21 чел.; в 1920 году: по подсчётам Роднова — 11 дворов, 44 жителя или (Населённые пункты Башкортостана, 1926) 12 дворов, где проживают 52 человека, из них 23 мужчины, 29 женщин, в 1925 — 11 дворов (Указ. соч.).

## Инфраструктура
В середине 1930-х гг. на территории бывшей деревни началось строительство Уфимского нефтеперерабатывающего завода.